# كارلتون دبليو. كينت
كارلتون دبليو. كينت (بالإنجليزية: Carlton W. Kent)‏ هو جندي أمريكي، ولد في 5 نوفمبر 1957 في ممفيس في الولايات المتحدة.